# Squadra liechtensteinese di Fed Cup
La squadra liechtensteinese di Fed Cup (liechtensteinische Fed-Cup-Mannschaft) rappresenta il Liechtenstein nella Fed Cup, ed è posta sotto l'egida della Liechtensteiner Tennisverband.
Essa partecipa alla competizione dal 1996 senza aver mai superato il gruppo II, penultimo livello di competizione. Le liechtensteinesi non hanno preso parte alla Fed Cup 2011, pertanto sono retrocesse d'ufficio all'ultimo livello della competizione, il gruppo III della zona Europa/Africa. L'assenza si ripete nel 2012, ma la squadra ritorna alle competizioni nel 2013, ottenendo due promozioni in due anni, dal Gruppo III al Gruppo I.

## Risultati
| = Incontro del Gruppo Mondiale |

### 2010-2019
| Anno | Turno                          | Data             | Sede             | Avversario       | Punteggio        | Esito            |
| ---- | ------------------------------ | ---------------- | ---------------- | ---------------- | ---------------- | ---------------- |
| 2010 | Gruppo II, Fase a gironi       | 28 aprile        | Erevan (ARM)     | Grecia           | 0 – 3            | Sconfitta        |
| 2010 | Gruppo II, Fase a gironi       | 30 aprile        | Erevan (ARM)     | Sudafrica        | 1 – 2            | Sconfitta        |
| 2010 | Gruppo II, Fase a gironi       | 30 aprile        | Erevan (ARM)     | Lussemburgo      | 0 – 2            | Sconfitta        |
| 2010 | Gruppo II, Play-out            | 1º maggio        | Erevan (ARM)     | Norvegia         | 2 – 0            | Vittoria         |
| 2011 | Non partecipante               | Non partecipante | Non partecipante | Non partecipante | Non partecipante | Non partecipante |
| 2012 | Non partecipante               | Non partecipante | Non partecipante | Non partecipante | Non partecipante | Non partecipante |
| 2013 | Gruppo III, Fase a gironi      | 8 maggio         | Chișinău (MDA)   | Madagascar       | 3 – 0            | Vittoria         |
| 2013 | Gruppo III, Fase a gironi      | 9 maggio         | Chișinău (MDA)   | Norvegia         | 3 – 0            | Vittoria         |
| 2013 | Gruppo III, Fase a gironi      | 10 maggio        | Chișinău (MDA)   | Cipro            | 0 – 3            | Sconfitta        |
| 2013 | Gruppo III, Playoff promozione | 11 maggio        | Chișinău (MDA)   | Danimarca        | 2 – 1            | Vittoria         |
| 2014 | Gruppo II, Fase a gironi       | 16 aprile        | Šiauliai (LTU)   | Montenegro       | 3 – 0            | Vittoria         |
| 2014 | Gruppo II, Fase a gironi       | 17 aprile        | Šiauliai (LTU)   | Finlandia        | 2 – 1            | Vittoria         |
| 2014 | Gruppo II, Fase a gironi       | 18 aprile        | Šiauliai (LTU)   | Lituania         | 2 – 1            | Vittoria         |
| 2014 | Gruppo II, Playoff promozione  | 19 aprile        | Šiauliai (LTU)   | Bosnia E.        | 2 – 0            | Vittoria         |
| 2015 | Gruppo I, Fase a gironi        | 4 febbraio       | Budapest (HUN)   | Gran Bretagna    | 0 – 3            | Sconfitta        |
| 2015 | Gruppo I, Fase a gironi        | 5 febbraio       | Budapest (HUN)   | Ucraina          | 0 – 3            | Sconfitta        |
| 2015 | Gruppo I, Fase a gironi        | 6 febbraio       | Budapest (HUN)   | Turchia          | 0 – 3            | Sconfitta        |
| 2015 | Gruppo I, Play-out             | 7 febbraio       | Budapest (HUN)   | Portogallo       | 0 – 2            | Sconfitta        |